# Creole (iot)
El Creole és un iot de grans dimensions que fou avarat l'any 1927 i encara està en actiu. Es tracta d'una goleta d'estais de tres pals actualment propietat de la família Gucci.
Fou dissenyat per l'arquitecte naval Charles Nicholson i construït a les drassanes Camper & Nicholson, a Gosport (Regne Unit). És el iot de fusta més gran del món en condicions de navegar.
- Charles Nicholson fou el dissenyador de l'aparell del vaixell escola Juan Sebastián Elcano. L'empresa que feu les veles de l'Elcano, Ratsey & Lapthorn, també fou la que es va encarregar de les veles del Creole.

## Característiques
| Concepte                   | Valor                   |
| -------------------------- | ----------------------- |
| Eslora total               | 63 m                    |
| Eslora de flotació         | 42,7 m                  |
| Mànega                     | 9,5 m                   |
| Calat                      | 5,4 m                   |
| Superfície vèlica original | 1.423 m²                |
| Superfície vèlica actual   | 1.640 m²                |
| Desplaçament               | 409 tones/ 697 tones    |
| Velocitat de creuer        | 10 nusos                |
| Velocitat màxima           | 14,5 nusos              |
| Motors                     | 2 MTU dièsel de 450 hp  |
| Potència total             | 900 hp                  |
| Propulsió                  | 2 hèlices de tres pales |
| Tripulació                 | 16 persones             |
| Passatgers                 | 8                       |

Tipus de construcció..............“Composite ” en fusta i contraplacat. Quadernes d'acer.
- Els documents diuen “wood composite building” sense explicar-ne el significat exacte. A diferència dels “composite clippers” (amb estructura de ferro forjat i folre i coberta de fusta), el “wood composite” de Camper & Nicholson seria semblant al que varen emprar per a fer el buc del “ 23 meter Class” Shamrock IV. Sobre quadernes de ferro forjat o d'acer un buc laminat en fred (“cold molded” com s'anomena actualment) de tres capes amb un gruix total de 10 cm (la capa exterior de caoba amb llates longitudinals; les dues capes interiors a 45 graus i perpendiculars entre si). La coberta era de tres capes de contraplacat de fusta, amb recobriment de lona.[3][4][5]
- L'obra viva estava "copper sheated", probablement indicant que estava recoberta de planxes de metall Muntz.
- Altres documents indiquen que el buc tenia quadernes d'acer i un folre de teca, amb dues capes i un gruix total de tres polzades.[6][7]

## Història

### Alexander Smith Cochran (Vira)

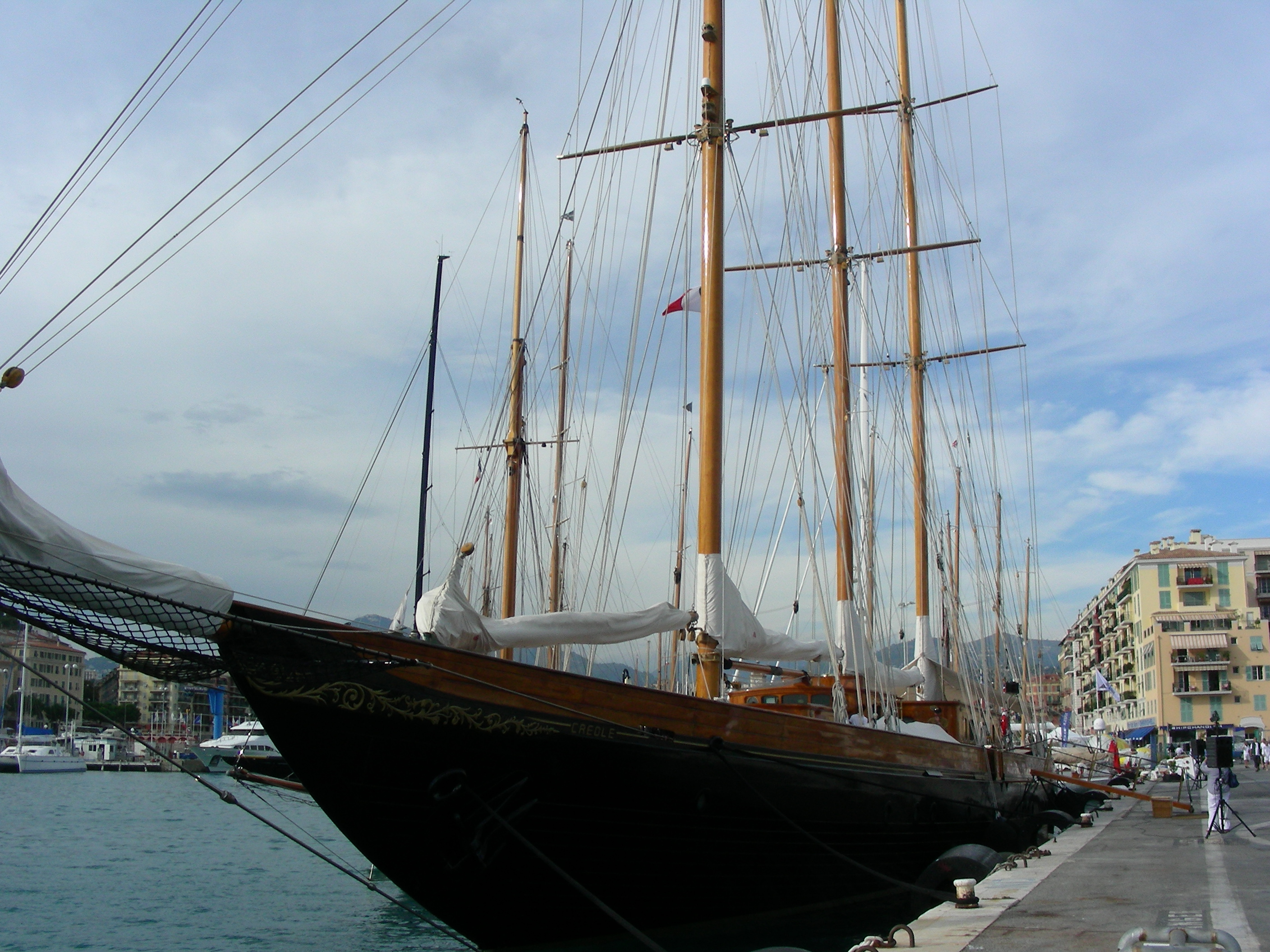
El iot Creole al port de Niça. 2010.

Alec Cochran havia heretat una fortuna immensa procedent de la venda de catifes per part de l'empresa familiar. Era un gran afeccionat a la vela i regatista consumat. L'any 1926 va encarregar el que havia de ser el iot més bell de tot el món. L'encarregà a Camper & Nicholson i el iot es va construir segons disseny de Charles Nicholson. El veler fou avarat el 1927 amb el nom de Vira.
La cerimònia del bateig no fou del tot reeixida. Fred Hugues, amic de Cochran i encarregat de llançar l'ampolla de xampany contra la proa del buc, va haver de fer fins a tres intents. Aquest bateig accidentat comporta malastrugança, segons creuen moltes persones.
En aquesta època el propietari, Alec Cochran, estava molt malalt. De fet moriria poc temps després. Pel motiu que fos, va trobar l'aparell massa gran i va fer retallar els arbres, reduir la superfície vèlica, alterar la quilla i afegir llast intern. Fetes les modificacions, amb gran disgust del dissenyador, el iot no navegava gens de bé. No tenia velocitat ni reaccionava bé a les ones. Cochran el va posar a la venda sense haver pogut fruir de la seva darrera adquisició.

### Maurice Pope
Del segon propietari, el major Maurice Pope, no se’n troben gaires dades. Hi ha un major Maurice Pope de la Royal Air Force esmentat a la revista Flight International (1929, volum 21, pàgina 1066) per haver donat 20 lliures esterlines per a patrocinar –entre altres persones- el trofeu Schneider. Potser es tracta del mateix major que va comprar el Vira i el va rebatejar Creole, aparentment en honor d'unes postres que feia el seu cuiner.
Hi ha referències del Creole donat d'alta al Royal Yacht Squadron de Cowes a nom de Maurice Pope l'any 1929.
El major Pope va mantenir el velam retallat del Vira. Només usava el iot per a fer petits creuers de passejada. Vengué el Creole al cap de gairebé deu anys .
- Durant l'època de Maurice Pope el Creole es va limitar, principalment, a anar entre Cowes i Southampton. Tant com per a ser anomenat popularment “el ferry de Southampton”.[10]

### Sir Connop Guthrie
L'any 1937 el Creole fou adquirit per sir Connop Guthrie, un financer acabalat entusiasta de les regates i bon coneixedor de vaixells. El primer que feu és encomanar a Camper & Nicholson que tornessin al Creole al seu disseny original. Els pals foren allargats, la quilla canviada, el llast addicional suprimit i la superfície vèlica ampliada. Amb els canvis el Creole és convertí en un veler magnífic, ràpid i estable.
Amb el “nou” Creole, Guthrie va participar i guanyar nombroses regates com a armador. El capità era Sydney Leavett.
- Sir Connop Guthrie era un funcionari i home de negocis singular. L'any 1936 fou nomenat baronet. A més de tenir interessos en nombroses companyies estava relacionat amb una agència d'intel·ligència britànica (l'anomenada Z Corporation) i era propietari d'una companyia de cinema. Un dels seus coneguts i associats fou el director de cinema Zoltan Korda.[12][13]

### 1939. Nou destí i nou nom
Per necessitats de guerra el Creole fou requisat per govern britànic. En estar construït de fusta (i perturbar molt poc el camps magnètics) es va adaptar a les tasques de dragamines. Amb els pals retallats al màxim i els abans luxosos interiors suprimits o modificats per a les necessitats militars. El nom també canvià a Magic Circle.
Acabada la guerra el iot es tornà a la família Guthrie, en un estat lamentable i poc semblant a un veler de luxe. El Creole s'anava deteriorant amarrat a un moll.

### Stavros Niarchos
Stavros Niarchos va comprar el Creole l'any 1948 i el va fer reparar i redecorar a conciencia, sense estalviar despeses.
Un dels equipaments més interessants (i poc habitual en un iot en aquella època) era un telex que permetia al milionari navilier grec estar en contacte amb el món. Durant els anys 60 del segle passat, Niarchos vivia molt de temps al iot i el considerava casa seva. Casa i oficina. (En el documental de referència, un dels seus antics capitans explica que rebia dotzenes de telex. Alguns de moltes pàgines. I que Niarchos es passava moltes hores llegint-los i contestant-los).
- Hostes famosos.1962.

El viatge de noces dels aleshores “Príncipes de España”, Juan Carlos i Sofia, es va efectuar, en part, en el Creole de Niarchos.
Una altra versió indica que el iot relacionat amb els prínceps fou la goleta Eros.
La mort de la seva esposa Eugènia Livanos per sobredosi de barbitúrics l'any 1970 va fer que Stavros es desinteressés del Creole. Amb el suïcidi, l'any 1974 i també per sobredosi, de Athina Livanos, esposa de Niarchos en aquella època el Creole fou posat en venda.

### Govern danès
L'any 1977 el govern danès va adquirir el Creole. Li va canviar el nom a Mistral i el va dedicar a fer de vaixell escola per a joves i com a eina de rehabilitació en casos d'addicció a les drogues. Aquest servei no és el més adequat per a mantenir en bon estat un iot de luxe. Els errors i els abusos comportaren un deteriorament visible i els propietaris no podien permetre’s un manteniment adequat. El Creole deixà de navegar i romangué amarrat a port en un estat lamentable.
- De l'època de “vaixell escola”, l'any 1980, és interessant detallar un viatge de sis mesos del Creole: Màlaga - Las Palmas - Saint John's (Antigua i Barbuda) - La Romana (República Dominicana) - Boston - Cowes - Kalmar - Aalborg - Amsterdam. En aquest viatge, travessant l'Atlàntic cap a Europa es va trencar l'arbre de mitjana en una tempesta i el Creole va haver de surgir a Cowes. El pal trencat fou substituït per l'empresa Spencers Rigging.[19]

### Maurizio Gucci
L'any 1983 Mauricio Gucci va comprar el Mistral als danesos i el va tornar a anomenar Creole, decidit a restaurar completament aquell veler ruinós per a transformar-lo en un vaixell de somni.
Al cap de sis anys de treballs, no sempre encertats, i de despeses gairebé sense mesura el Creole tornà a navegar amb la gloria d'altres temps.
- Segons el documental de referència, un cop acabades les restauracions en unes drassanes mallorquines, el Creole era un iot magnífic però que no podia navegar a vela. Hi havia diversos problemes amb les veles i la xàrcia de treball. Mauricio va dur el Creole a Gosport i va encarregar a la veleria Ratsey & Lapthorn un joc nou de veles i la solució de tots els problemes de xàrcia. Amb un cost de dos milions de francs els resultats foren satisfactoris. El cost total de les reparacions fou de 62 milions de francs.[20]

L'any 1995 Mauricio Gucci fou assassinat per un sicari i el Creole fou heretat per les seves filles Allegra i Alessandra, que són les propietàries actuals.
- Alegra i Alessandra Gucci acostumen a navegar en un iot més petit, l' Avel. En algunes navegacions el Creole fa de vaixell de suport, acompanyant l'Avel.[21]
- El Creole porta bandera de les Bermudes i hiverna a Mallorca als "Astilleros de Mallorca".[22]
- El chef és un mallorquí, Juan Muñoz.[23]

## Comparació de quatre velers
La taula següent presenta algunes característiques de quatre vaixells famosos. Cal tenir en compte que algunes de les característiques indicades, en procedir de fonts diferents, podrien no ser directament comparables.
| Concepte                  | Atlantic (iot) | Creole (iot) | Cutty Sark (clíper) | Thermopylae (clíper) |
| ------------------------- | -------------- | ------------ | ------------------- | -------------------- |
| Any d'avarament           | 1903           | 1927         | 1869                | 1868                 |
| Eslora total (m)          | 56,43          | 58           | 64,8                | 64,62                |
| Mànega (m)                | 8,85           | 9,45         | 11                  | 10,97                |
| Calat (m)                 | 4,90           | 5,60         | 6,4                 | 6,37                 |
| Superfície vèlica(m2)     | 1720           | 1423         | 2.608               | 2.700                |
| Desplaçament (tones)      | 304            | 434          | 921                 | 970                  |
| Millor singladura 24 h    | 341 milles     | ?            | 353                 | 360                  |
| Velocitat mantinguda 24 h | 14,2 nusos     | ?            | 14,7                | 15                   |
| Tripulació                | 39             | 16           | 35                  | 35                   |

## Vídeos
- Documental de 51 minuts sobre el Creole. En francès. Amb vistes del veler navegant i entrevistes.[24]
- Documental curt en castellà. Amb algunes dades inexactes.[25]